# Looping

Looping

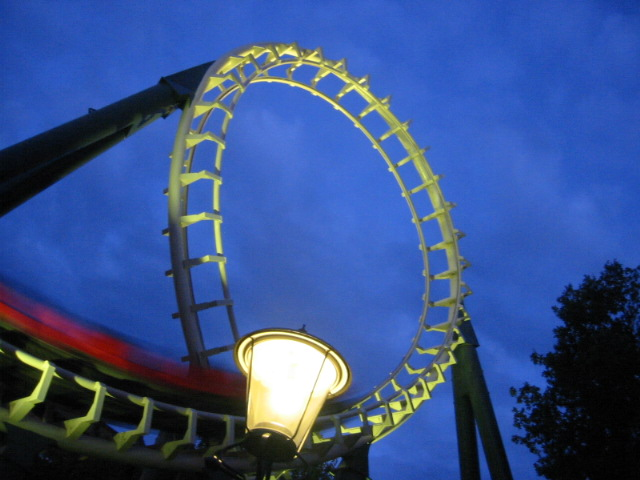
Een looping van de Python in de Efteling.

Een looping is een verticale lus in het pad dat een vliegtuig of achtbaan aflegt. 
Bij vliegtuigen spreekt men van een acrobatische beweging, bij achtbanen spreekt men van een inversie. Ook bij het kitesurfen bestaat de term "kiteloop".
De eerste looping in een vliegtuig werd op 9 september 1913 uitgevoerd door Pjotr Nesterov.
Bij achtbanen zijn er verschillende loopings. De bekendste is de verticale loop. De wagens van een achtbaan worden onderweg meestal niet aangedreven en daarom is een zekere snelheid nodig om door de looping te rijden (wat trouwens geldt bij iedere stijging). Andere voorbeelden zijn de omgekeerde verticale loop, waarbij de passagiers onder de baan hangen, en de schuine looping, waarbij men niet over de kop gaat, dus eigenlijk is het geen inversie. Schuine loopings kom je daarom soms ook tegen in waterglijbanen.
Bij modelrace-auto's is een verticale looping ook mogelijk. Ook hier is een hoge snelheid nodig om door de looping te rijden, nu echter omdat een wagen van het spoor zal vallen als de snelheid onvoldoende is.
Ook op een midgetgolfbaan kom je vaak loopings tegen, hindernissen in de vorm van een verticale lus. Hierbij is het de bedoeling om het balletje door de looping te slaan. Hiervoor dient men niet alleen hard genoeg te slaan maar ook goed te kunnen richten, wat niet erg makkelijk is.